# Biwa-See
Der Biwa-See (japanisch 琵琶湖 Biwa-ko) ist der größte See Japans.
Der Süßwassersee befindet sich auf der Insel Honshū und hat eine Fläche von 674 km² (zum Vergleich der Bodensee: 536 km²). Er wird vollständig von der Präfektur Shiga umgeben. Der See ist im Süden schmal (über die schmalste Stelle von 1,35 km führt eine Brücke und trennt den See in einen Nord- und einen Südteil) und langgezogen (63,49 km). Seine tiefste Stelle hat er mit 103,58 m im Nordwesten bei der Mündung des Ado-Flusses. Die mittlere Tiefe beträgt 43 m im Nordsee und 4 m im Südsee. Sein Einzugsgebiet beträgt 3.174 km², etwa 96 % der Fläche der ihn umgebenden Präfektur Shiga.

## Name
Der Name Biwa-See setzte sich in der Edo-Zeit durch. Es gibt verschiedene Theorien über den Ursprung des Namens Biwa-See, aber im Allgemeinen wird angenommen, dass sich sein Name von der Ähnlichkeit seiner Form mit der Biwa-Laute herleitet. Koso, ein gelehrter Mönch des Klosters Enryaku-ji im 14. Jahrhundert, schreibt über die Herkunft des Namens Biwa-See: „Der See ist das Reine Land der Göttin Benzaiten, die auf der Insel Chikubushima weilt, und der Umriss des Sees gleicht der Biwa-Laute, ihrem Lieblingsinstrument.“
Der See war früher auch unter dem Namen Awaumi bekannt (淡海, „Süßwassersee“) oder Chika tsu Ahaumi (近淡海, „naher Süßwassersee“) im Gegensatz zum Hamana-See als „fernen Süßwassersee“. Später änderte sich die Aussprache von Ahaumi über Afumi zum modernen Oumi/Ōmi wie im Namen der Provinz Ōmi. Der See wird in der Literatur auch Nio no Umi (鳰の海, „See des Zwergtauchers“) genannt.

## Geografie

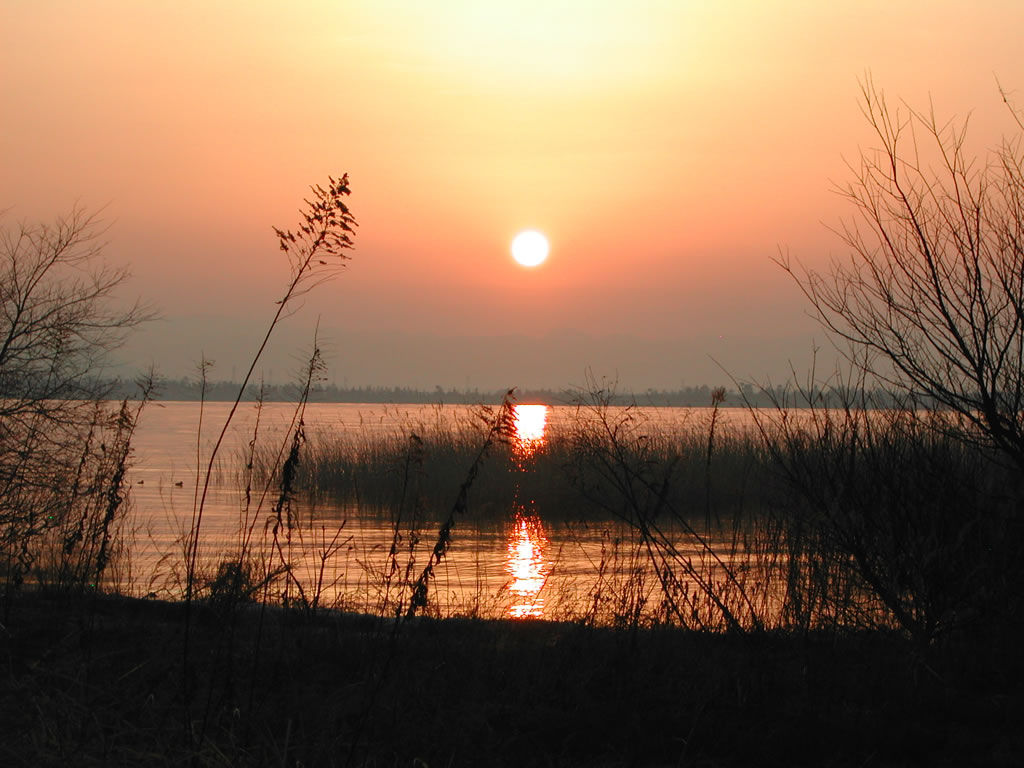
Sonnenaufgang am Biwa-See
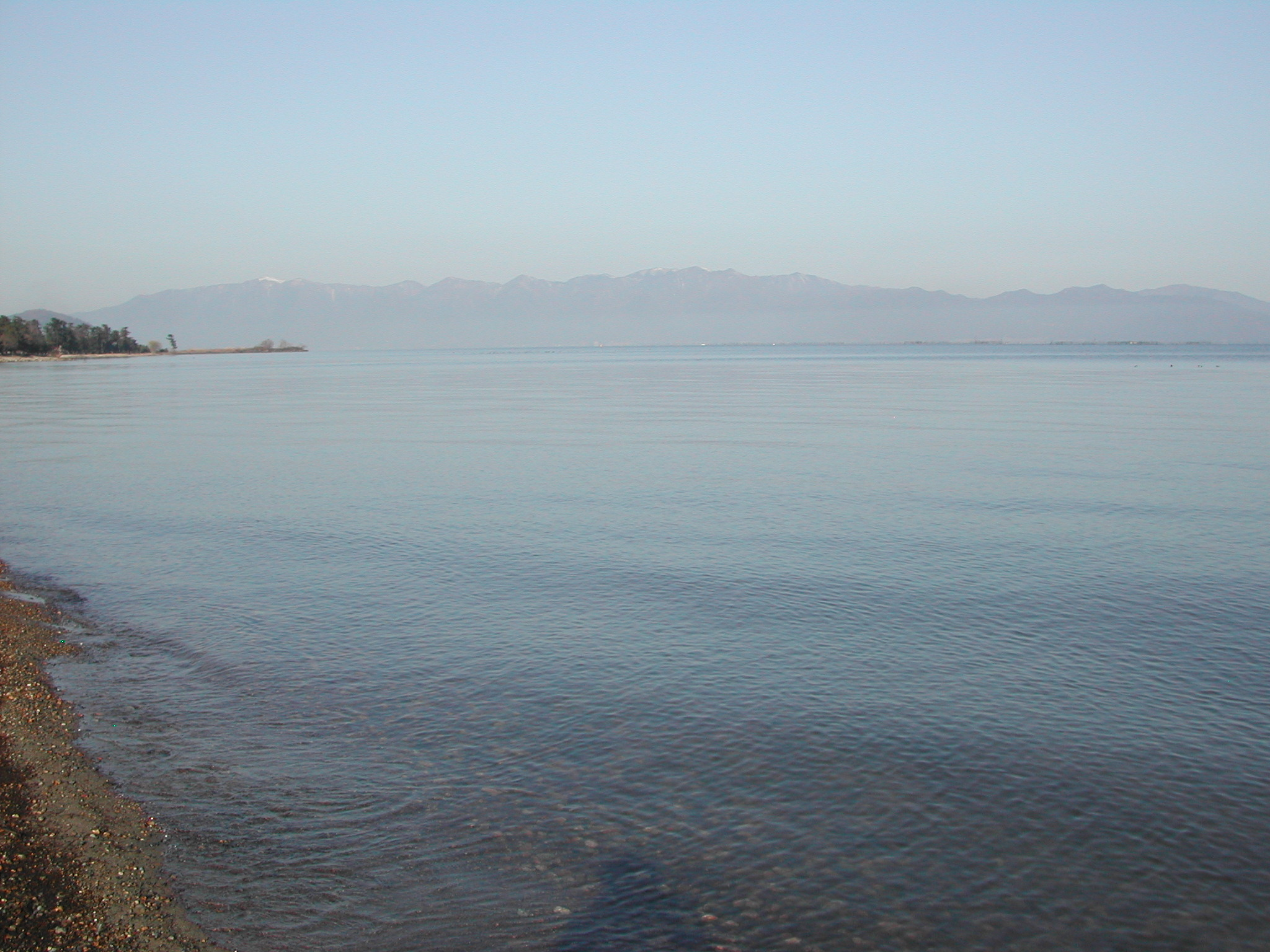
Ufer des Biwa-Sees
- Biwa-See, 2022

Der Süden des Sees wird von der Stadt Ōtsu und ihren Vororten umfasst; das von den Berghängen des Hiei abfallende Westufer fällt in der Mitte steiler ab. An das Ostufer schließen sich die geschichtlich bedeutenden Landstriche der Ebene um Kusatsu, Yasu, Omihachiman, Hikone, Maibara und Nagahama an. Im Norden reichen die Bergwände teils direkt bis ins Wasser. Hier ist die Wasserqualität außerordentlich gut. Die Strände bei Makino wurden 2006 vom Umweltministerium aufgrund der Wasserqualität unter die 12 schönsten Japans aufgenommen.
Drei natürliche Inseln liegen im Biwa-See: Die von 450 Menschen bewohnte und zur Stadt Ōmihachiman gehörende 1,5 km² große Insel Okishima (沖島), das Ausflugsziel Chikubushima (竹生島, 35° 25′ N, 136° 9′ O) 0,14 km² und die sehr kleine Felseninsel Takeshima (多景島, 35° 18′ N, 136° 11′ O). 1978 wurde mit der Aufschüttung der 0,73 km² großen Insel Yabasekihan-tō (矢橋帰帆島, 35° 0′ N, 135° 55′ O) begonnen, die 1982 fertiggestellt wurde. Mitten im See liegen zudem die weißen Klippen Oki no Shiraishi (沖の白石).
Der Biwa-See hat 118 Zuflüsse, jedoch nur einen Abfluss im Süden, den Seta-gawa, der in die Bucht von Ōsaka mündet. Bedeutende Zuflüsse im Uhrzeigersinn von West nach Süd sind: Kamo-gawa (鴨川), Ado-gawa (安曇川), Chinai-gawa (知内川), Ane-gawa (姉川), Amano-gawa (天野川), Inukami-gawa (犬上川), Uso-gawa (宇曽川), Echi-gawa (愛知川), Hino-gawa (日野川), Yasu-gawa (野洲川) und der Kusatsu-gawa (草津川).

## Geologie
Geologischen Forschungen zufolge entstand der See vor etwa 4 Millionen Jahren. Er ist vermutlich der drittälteste See in der Welt (Langzeitsee), nach dem Baikalsee und dem Tanganjikasee. Der See entstand in der heutigen Nachbarpräfektur Mie und bewegte sich dann langsam in seine gegenwärtige Lage.

## Fischfauna
Im Biwa-See kommen einige endemische Fischarten vor, wie zum Beispiel Gnathopogon caerulescens, Gymnogobius isaza und der großwüchsige Silurus biwaensis. Weitere Fischarten sind Ischikauia steenackeri, Sarcocheilichthys biwaensis, Sarcocheilichthys variegatus microoculus, Silurus lithophilus, Carassius cuvieri, Carassius auratus grandoculis, Squalidus chankaensis biwae und Cottus reinii.
Exemplare vom Blauen Sonnenbarsch, die 1960 dem Kronprinzen Akihito vom Bürgermeister Chicagos, Richard J. Daley, als Geschenk mitgebracht wurden, und in die Freiheit entkamen, richteten im Biwa-See große Schäden an, indem sie einheimische Arten verdrängten.
Am Biwa-See nutzen die Fische die vom Menschen angelegten Reisfelder als geschützte Laich- und Brutgebiete. Im Gegensatz zur klassischen Fischzucht in Reisfeldern suchen die Fische des Sees die Felder hier selbstständig auf. Die Fischer haben in mehr als 1000 Jahren spezielle, an die örtlichen Gegebenheiten angepasste nachhaltige Fischereimethoden entwickelt. Dazu zählt die Verwendung von Eri genannten Stellnetzen. 2022 wurde die Fischerei am Biwa-See in die Liste der Globally Important Agricultural Heritage Systems der FAO aufgenommen.

## Geschichte
Der Biwa-See liegt in unmittelbarer Nähe zum japanischen historischen Kernland, der Provinz Yamato um die Stadt Nara und der Provinz Yamashiro um die Stadt Kyōto. Die sich auf den Biwa-See beziehende ehemalige Bezeichnung Ōmi der Region um den Biwasee, wie sie bis zur Meiji-Restauration lautete, findet sich noch heute in vielen Ortsbezeichnungen. Kaiser Tenji verlegte die Hauptstadt kurzzeitig nach Ōmi-kyō (heute: Ōtsu) am Biwa-See. Bis etwa 1900 war der Schiffsverkehr über den Biwasee ein wichtiges Bindeglied im Verkehrsnetz der Verbindung zwischen den zwei Regionen Hokuriku und Kansai.
Der Biwasee-Kanal förderte die Wirtschaft Kyotos, als sie mit dem Wegzug des Kaisers nach Tokio dem Niedergang geweiht war.

## Sonstiges
Viele Tempel wurden in der romantischen Landschaft am Westufer errichtet. Seit alters her hat die landschaftliche Schönheit und die Vielfalt der Perspektiven die japanischen Dichter inspiriert. Es wurde eine Liste der „acht schönsten Aussichten am Biwa-See“ erstellt, die auch dem Werk Die acht Gesichter am Biwasee des deutschen Schriftstellers Max Dauthendey von 1911 zugrunde liegt.
Eine heute selbst bei den meisten Japanern nur noch wenig geliebte Spezialität ist eine Sushi-Art Funazushi, bei der die rohen Süßwasserfische über einen Zeitraum von über 2 Jahren in Salz eingelegt werden.
Der am 29. Oktober 1989 entdeckte Asteroid (4289) Biwako wurde 1990 nach dem See benannt.